# Púixnoie
Púixnoie (en rus: Пушное) és un poble de la República de Khakàssia, a Rússia, que en el cens del 2010 tenia 616 habitants. Pertany al districte de Bograd.